# Koine
Koine (efter grekiska ἡ κοινὴ διάλεκτος, hē koinēʹ diaʹlektos, 'det gemensamma samtalsspråket'), var det forngrekiska högspråket efter Alexander den stores tid. Det utvecklades till en grekisk standardform, som kom att användas som ett lingua franca främst i skrift bland de breda folklagren under hellenistisk tid i Främre Orienten och medelhavsområdet. De nytestamentliga böckerna är författade på koine (då ibland omnämnd som bibelgrekiska).

## Historia
Språket motsvarade i stort sett den grekiska dialekt som talades i Aten på 300-talet f.Kr. och utvecklades i kontakten mellan olika grekiska dialekter. Koinegrekiskan användes mest som skriftspråk och förändrades inte mycket av den senare utvecklingen av det grekiska talspråket.
Koine var i det romerska riket spritt bland bildade modersmålstalare av latin. Under rikets fortlevnad fortsatte användningen av koine som litteraturspråk, inklusive i bibeltexter, samt hos postklassiska grekiska tänkare och kyrkofäder. Språket användes som förvaltningsspråk i den östra rikshalvan (som senare levde vidare som Bysantinska riket).
Koine lade grunden för den senare medeltidsgrekiskan (bysantinsk grekiska), som var huvudspråket i bysantiska riket. Den i sin tur utvecklades vidare till nygrekiska.

## Språkvetenskaplig term
Koine används också som term inom språkvetenskap. Den syftar allmänt på olika språkformer som täcker flera olika regioner och där olika sinsemellan förståeliga språk/dialekter samordnas. Denna språkutveckling är mindre genomgripande än den som leder till pidginspråk eller kreolspråk och kan jämföras med lingua franca.
Exempel på andra koinespråk är australisk engelska (utifrån cockney och irländsk engelska), maghrebarabiska, québecfranska, bhojpuri, dansk-norska (talad föregångare till bokmål), fijiansk hindi, friuliska och italienska.